# Doopsgezinde kerk (Nes)
Doopsgezinde kerk is een kerkgebouw aan het Vermaningspad 1 in Nes te Ameland. De Vermaning is een oude benaming voor het kerkgebouw van Doopsgezinden. Deze kerk stamt uit 1650, maar werd in 1843 verbouwd. Het interieur is uiterst sober zoals in vele vroegere schuilkerken.
Aan deze kerk is een klein huisje gebouwd, genaamd het Mennohuisje, dat was oorspronkelijk de pastorie. Dit huisje heeft thans geen relatie met de kerk meer, maar geeft de indruk dat deze kerk vroeger een boerderij was.
Eén bekende predikant was Cornelis Pieter Sorgdrager. Hij was een Liefdeprediker, dus geen academicus, maar iemand die zich realiseerde dat hij geroepen was door de Doopsgezinde gemeente en daar dan ook gehoor aan gaf. Hij diende deze gemeente in de periode van 1781 tot 1826. Hij heeft veel handschriften nagelaten, die -in leesbare vorm- in 1982 zijn uitgegeven. Zijn vader, Pieter Cornelis Sorgdrager, liet het Sorgdragershuuske bouwen in het dorp Hollum, thans Museum Sorgdrager.
Deze kerk is tevens een trouwlocatie.
Sinds 1967 staat deze kerk ingeschreven als rijksmonument in het monumentenregister.